# Terremoto na Guatemala em 1976
O terremoto de 1976 na Guatemala ocorreu em 4 de fevereiro às 03h01min43, horário local, com uma magnitude de 7,5. O choque foi centrado na falha de Motagua, cerca de 160 km a nordeste da Cidade da Guatemala, a uma profundidade de 5 km (3,1 mi), perto da cidade de Los Amates, no departamento de Izabal.
O terremoto rompeu uma extensão contínua de 240 km ao longo da falha de Motagua e pode ter se estendido para leste e oeste, mas foi bloqueado por vegetação e pântanos.
Cidades em todo o país sofreram danos e a maioria das casas de adobe nas áreas periféricas da Cidade da Guatemala foram destruídas. O terremoto ocorreu no início da manhã (às 3h01, horário local), quando a maioria das pessoas estava dormindo. Isso contribuiu para o alto número de mortos de 23 000. Aproximadamente 76 000 ficaram feridos e muitos milhares ficaram desabrigados. Algumas das áreas afetadas ficaram sem eletricidade e comunicações por dias.
O choque principal foi seguido por milhares de tremores secundários, alguns dos maiores causando danos adicionais e perda de vidas.